# Diarhabdosia minima
Diarhabdosia minima är en fjärilsart som beskrevs av Butler 1878. Diarhabdosia minima ingår i släktet Diarhabdosia och familjen björnspinnare. Inga underarter finns listade i Catalogue of Life.